# Leonard Cheshire
Leonard Cheshire (ur. 7 września 1917 w Chester, zm. 31 lipca 1992 w Cavendish w hrabstwie Suffolk) – brytyjski lotnik i działacz charytatywny, uczestnik II wojny światowej. Za zasługi wojenne odznaczony Krzyżem Wiktorii – najwyższym brytyjskim odznaczeniem wojskowym. Po wojnie zasłynął jako działacz charytatywny, założyciel fundacji  Leonard Cheshire Disability – największej brytyjskiej organizacji charytatywnej. Umieszczony na liście 100 Najwybitniejszych Brytyjczyków.

## Lista publikacji
- Bomber Pilot. London: Hutchinson & Co, 1943; St. Albans, Herts, UK: Mayflower, 1975. ISBN 0-583-12541-7; London: Goodall Publications ISBN 0-907579-10-8
- The Holy Face: An Account of the Oldest Photograph in the World. Newport, Monmouthshire, UK: R. H. Johns, 1954.
- Pilgrimage to the Shroud. London: Hutchinson & Co, 1956.
- The Story of the Holy Shroud.  ATV Library, 1957.
- The Face of Victory. London: Hutchinson & Co, 1961.
- Death (22-page pamphlet). London: , 1978.
- The Hidden World: An Autobiography and Reflections by the Founder of the Leonard Cheshire Homes. London: Collins, 1981. ISBN 0-00-626479-4.
- The Light of Many Suns: The Meaning of the Bomb. London: Methuen, 1985. ISBN 0-413-59240-5
- Where Is God in All This?. Slough, Berks, UK: St Paul Publications, 1991. ISBN 0-85439-380-3
- Crossing the Finishing Line: Last Thoughts of Leonard Cheshire VC  London: St. Pauls, 1998. ISBN 0-85439-527-X.